# 제13회 제주영화제
제13회 제주영화제는 2017년 12월 23일에 열린 시상식이다.

## 수상 및 후보

### 제주트멍
- 시인의 사랑 - 김양희
- 종달리 - 한동혁
- 블라인드 필름 - 오재형
- 4평 - 이병수
- 별방설비 - 오태경
- 나는 아직도 당신이 궁금하여 자다가도 일어납니다 - 요조 외 1명
- 울림 - 장 줄리앙 푸스

### 아일랜드시네마
- 파도가 지나간 자리 - 데릭 시엔프랜스
- 램스 - 그리머 해커나르손
- 고령가 소년 살인사건 - 에드워드 양
- 류큐 시네마 파라다이스 - 료 하세가와

### 제주유랑극장
- 라라랜드 - 데이미언 셔젤
- 지슬 - 끝나지 않은 세월2 - 오멸
- 일 포스티노 - 마이클 래드포드
- 네루다 - 파블로 라라인
- 카모메 식당 - 오기가미 나오코
- 미라클 벨리에 - 에릭 라티고
- 연풍연가 - 박대영
- 건축학개론 - 이용주

### 신작열전
- 두 개의 사랑 - 프랑소와 오종
- 세 번째 살인 - 고레에다 히로카즈
- 패터슨 - 짐 자무쉬
- 밤치기 - 정가영
- 얼굴들 - 이강현

### 배창호 특별전
- 여행 - 배창호
- 고래 사냥 - 배창호
- 꼬방동네 사람들 - 배창호